# Château de Cheverny
Le château de Cheverny est un château de la Loire français situé en Sologne, sur la commune de Cheverny, dans le département de Loir-et-Cher et la région Centre-Val de Loire.
Classé aux monuments historiques, ce château est élevé au XVIIe siècle, dans un style rigoureusement classique. Il a été dessiné par Jacques Bougier, architecte d'une partie du château de Blois, et demeure depuis le XVIe siècle, la résidence des marquis de Vibraye.
Il héberge actuellement une meute, et l'on y organise régulièrement des chasses à courre.
Le château de Cheverny inspira Hergé pour la création du château de Moulinsart qui en est une réplique, amputée de ses deux pavillons extrêmes.
Localisé tout près des châteaux de Chambord et de Blois, il est aussi le 2e château de la Loire privé le plus fréquenté (après le château de Chenonceau).

## Histoire

### La forteresse Renaissance

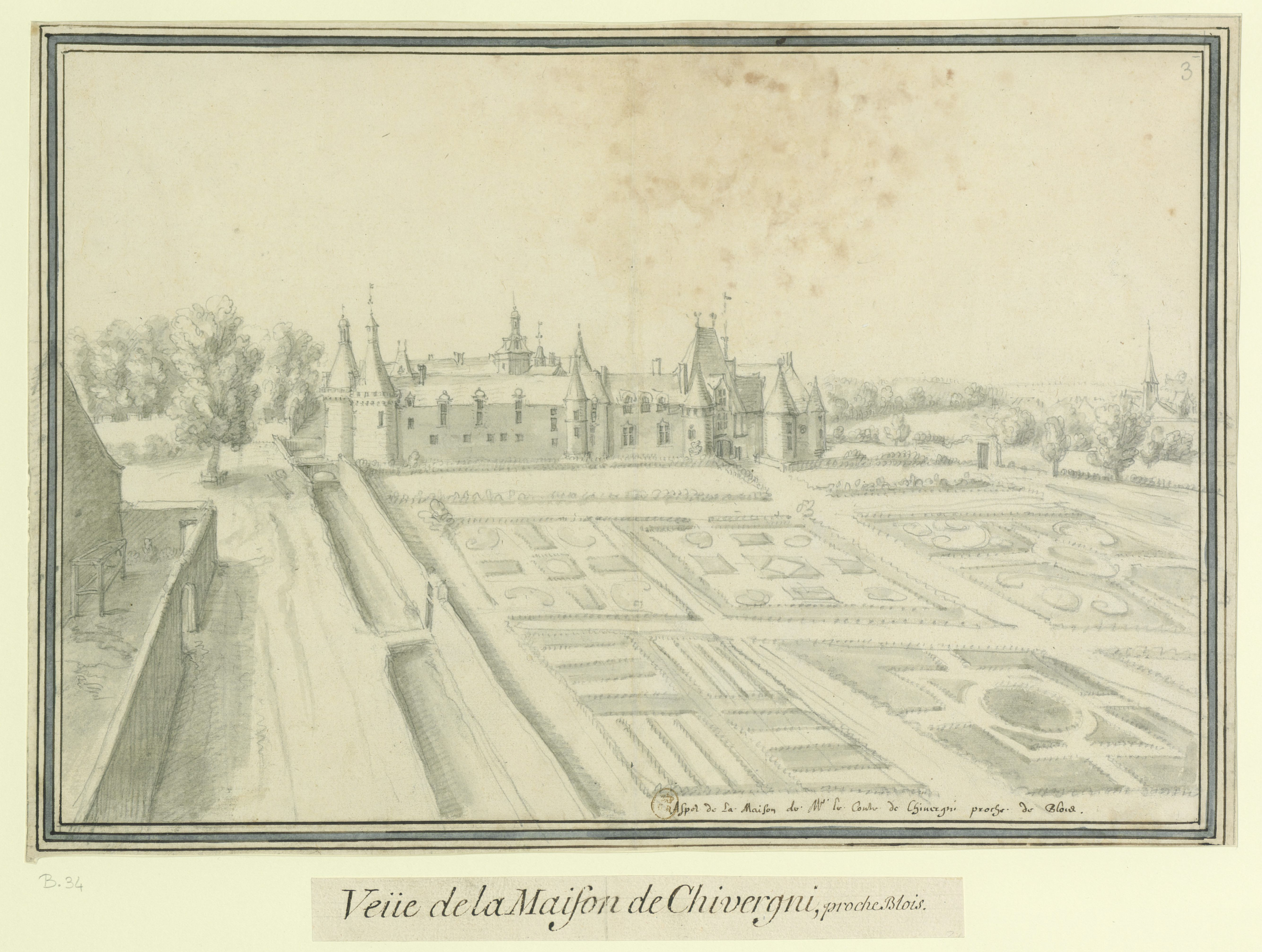
Dessin d'Étienne Martellange représentant l'ancien château de Cheverny, au début du XVIe siècle.

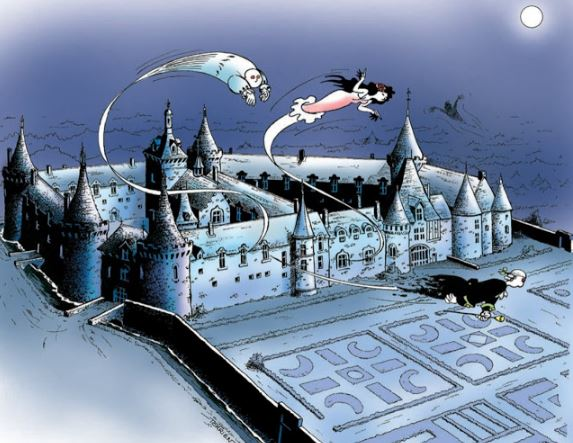
Plan du premier château de Cheverny (dessin réalisé par Jean-Pierre Terrien v. a1, note 5).

Les terres du domaine sur lequel est situé le château sont cédées, dans la seconde moitié du XIVe siècle, à Jean Hurault, avec ses « maisons, pressoirs et vignes », par Henri le Mareschau, sans doute fils de Robert, lequel apparait comme propriétaire de Cheverny en 1315, qu'il tenait du comte de Blois.
La famille Hurault, est une vieille famille blésoise, sans doute issue de Bretagne, dont le plus ancien membre connu, Regnault Hurault, apparaît en 1270, sous le règne de Philippe III Le Hardi comme « bourgeois de la ville de Blois ».
Jacques Hurault (1437-1517), fils de Raoul Ier et petit-fils de Jean/Jeannin Ier Hurault (sire de St-Denis et de la Grange en Sologne ; † v. 1404 ; le frère aîné de Raoul et fils aîné de Jeannin, Denis Hurault, continua les seigneurs de St-Denis), acquiert les seigneuries de Vibraye (1510) et d'Huriel (1514), de Cour, et en 1490 celles de Cheverny et de Cour en Sologne (alias le Vivier), après avoir exercé de hautes fonctions sous Louis XI, Charles VIII et Louis XII,. Il forme plusieurs agrandissements autour du pressoir alors que sa carrière connaissait son apogée, le portant au poste de gouverneur et bailli du comté de Blois sous le règne de François Ier.
Avant sa mort, il cède le domaine à son fils, Raoul II Hurault († août 1528 en Italie), qui obtient du roi, en juin 1510, l'autorisation de fortifier la nouvelle demeure qu'il vient d'édifier,. Claude de France lui cède en avril 1514 le droit de justice ainsi que celui de sceau et de tabellionage sur la paroisse de Cheverny, François Ier validant, l'année suivante, les concessions afin que le château soit adapté aux longs séjours de la cour dans la région. Il ne reste de cette ancienne bâtisse qu'un dessin du père Étienne Martellange, qui visite la région en 1624–1625, mais dont la précision n'est pas confirmée, et quelques rares vestiges dans le bâtiment des communs, : mi forteresse, mi château de plaisance, le bâtiment rappelle l'aile Louis XII du château de Blois avec ses longs pavillons bas flanqués de tours, tourelles et poivrières, avec un grand pavillon carré au toit à la française.
Raoul II Hurault, baron d'Huriel, seigneur de Cheverny et de Vibraye, frère aîné de l'évêque Jacques et de l'abbé Philippe, est marié à Marie de Beaune, fille de Jacques de Beaune, baron de Semblançay, premier intendant des finances royales, lequel entraîne son gendre dans sa faillite, à la suite des poursuites engagées par François Ier et l'implacable Louise de Savoie contre les financiers soupçonnés de malversations.
Parti servir en Italie aux côtés du maréchal de Lautrec, il est tué en août 1528, devant Naples. Sa veuve, ayant récemment accouché d'un septième enfant, doit assumer une amende de 100 000 livres, par arrêt des commissaires de la Tour carrée, et est contrainte d'aliéner le château de Cheverny. Celui-ci est adjugé, en 1537, à Pierre de Ruthie, lieutenant de la vénerie du roi, qui le cède, en 1542, à son neveu Bernard de Ruthie, abbé de Pontlevoy, aumônier du roi,.
En 1551, c'est Diane de Poitiers, favorite du roi Henri II, qui acquiert le château ; mais l'on se rend compte que la vente initiale, intervenue durant la minorité des enfants de Marie de Beaune, est contraire au droit et, au terme d'un procès, Diane de Poitiers doit le restituer à Jacques (v. 1514-1588) et Philippe Hurault (1528-1599) (deux des fils de Raoul II ; Jacques, l'aîné, sans postérité, hérite donc d'Huriel, Vibraye et Cheverny ; Philippe, le benjamin, lui succède à Cheverny, alors qu'Huriel et Vibraye passeront au cadet Denis Hurault († dès 1559) et à sa descendance), par acte du 25 février 1564, moyennant le paiement de 35 000 livres.
Le domaine échoit donc à Philippe ; sa mère, Marie de Beaune, qui s'installe, après la cession de Cheverny, à la Morelière, une maison toute proche dans le domaine forestier, puis dans la demeure familiale de Blois, meurt en 1567, laissant une belle fortune et ayant assisté à la réhabilitation de son époux au motif que « le Roy avoit esté mal servy et trompé en celles de feu Hurault ».
En 1577, les terres sont érigées en vicomté, puis, en 1582, en comté. Philippe Hurault de Cheverny, aussi comte de Limours et sire de Gallardon, d'Esclimont et d'Auneau par acquisition, fidèle courtisan de Catherine de Médicis et d'Henri II, est garde des sceaux puis remplace Birague en tant que chancelier de France. Cependant, son rôle important dans les négociations avec la Ligue détermine le roi Henri III à prononcer sa disgrâce, peu après la Journée des barricades, et à l'assigner dans sa résidence de Cheverny. Après avoir conservé le fil des intrigues politiques, tant auprès des ligueurs que des protestants, il retrouve, en 1590, les sceaux des mains d'Henri IV (Henri III de Navarre).
Époux d'Anne de Thou en 1566, le chancelier cède en 1596 le domaine de Cheverny à son fils Henri Hurault (1575-1648), qui, près de vingt ans auparavant, avait été porté sur les fonts baptismaux par Henri d'Anjou, Henri de Navarre et Catherine de Médicis. Il a épousé, à l'âge de treize ans en 1588, une jeune fille de grande famille, Françoise Chabot, fille du Grand écuyer de France, le baron de Charny, mais celle-ci continue de demeurer auprès de ses parents. De caractère impétueux, vif et parfois colérique, il suit Henri IV et ses armées, reconnu par le souverain comme de bon conseil.
Alors qu'il prend possession du château de Cheverny, il fait venir son épouse, mais la laisse cependant vite seule afin de poursuivre le service du roi, à la tête d'une centaine d'hommes d'armes. Françoise Chabot s'ennuie et la rumeur de son infidélité finit par gagner la cour. Un jour que le comte Hurault est au Louvre, auprès d'Henri IV, ce dernier, passant derrière lui, pointe deux doigts en corne derrière sa tête, provoquant l'hilarité de tous les courtisans ; mais un petit miroir fait apercevoir au comte qu'il est l'objet de ces moqueries. Le 26 janvier 1602, sans dire mot, il regagne à franc étrier, aux premières heures du matin, son château de Cheverny et, se fait ouvrir les portes, n'a que le temps de voir un page s'échapper par la fenêtre de la chambre et se rompre la jambe ; Hurault l'achève d'un coup d'épée, puis, en présence d'un confesseur, il laisse le choix à sa femme de subir le même sort ou d'absorber le poison qu'il lui tend. Après qu'elle s'est donné la mort, on s'aperçoit qu'elle porte un enfant mâle depuis cinq mois et demi,,,. Le roi l'apprend mais, bien que se sentant coupable, condamne le comte à demeurer sur ses terres de Cheverny.

### Le nouveau château
Deux années plus tard, Henri Hurault se remarie avec la fille d'un avocat, Marguerite Gaillard de la Morinière, que l'on dit « aussi belle que sage, femme d'esprit et de caractère ».
Après trois ans d'exil, le comte de Cheverny est rappelé au service du roi, laissant sa nouvelle épouse aux soins de la demeure et lui en abandonnant le revenu. Celle-ci, selon la légende, mène seule l'élévation d'un nouveau château. Mais, plus vraisemblablement, le désir ancestral de construction du comte de Cheverny et l'inspiration éclairée de son épouse permettent de créer conjointement une nouvelle demeure, en lieu et place d'une forteresse passée de mode et marquée par la tragédie. L'ancien bâtiment est rasé presque entièrement au début des années 1630 et l'on appelle les artistes les plus en vue de la région pour les travaux : l'architecte Jacques Bougier, dit « Boyer de Blois », très en renom dans le Blésois, qui a travaillé sur une aile du château de Blois avec Salomon de Brosse. Disparu peu après le début des travaux, l'architecte, aussi sculpteur, n'exécute pas la sculpture de l'escalier qui est l'œuvre d'un artiste, engagé à Blois par Gaston d'Orléans, dont seules les initiales « F.L. » nous sont parvenues.
De 1629 à 1640, c'est le menuisier Hevras Hammerber, germanique originaire d'Essen, qui est chargé des menuiseries intérieures, des portes et croisées et, sans doute, de quelques travaux de sculpture,.
Ensuite, la décoration picturale du château est confiée à Jean Mosnier, peintre d'excellente réputation et à l'œuvre importante, recommandé par Marie de Médicis et élève de l'École de Rome : il orne les poutres, lambris, solives et huisseries de dessins de fables et d'allégories ingénieuses. Il exécute aussi quelques plafonds emplis de ses souvenirs d'Italie. Enfin, les dix-sept statues destinées à agrémenter le jardin à la française, qui ont, depuis, disparu, sont l'œuvre de Gilles Guérin, aussi sculpteur reconnu à Versailles et à Fontainebleau.
Les bâtiments sont terminés en 1634, mais Henri Hurault et Marguerite Gaillard n'ont guère le temps de profiter de leur somptueuse demeure : la comtesse meurt en 1635 et le comte en 1648 ; il ne reste de leurs sept enfants que deux filles qui héritent du domaine, mais, en 1654, Cécile-Élisabeth Hurault († 1695), marquise de Montglas par son mariage en 1645 avec François-de-Paule de Clermont d'Amboise (1620-1676 ; cf. son portrait), rachète la part d'Anne-Marguerite Hurault, sa sœur, marquise d'Aumont par sa 2e union avec Charles (1606-† 1644 à Landau ; fils puîné de Jacques II d'Aumont).
Amie de Bussy-Rabutin, elle poursuit la décoration du château, à laquelle son père l'avait déjà largement associée de son vivant. C'est alors, à Cheverny, le temps de fastueuses fêtes : la Grande Mademoiselle, fille de Gaston d'Orléans, amie intime de la marquise, aime à se rendre, depuis Blois ou Chambord, dans ce qu'elle nomme un « palais enchanté », décrivant « un pays fort beau et une maison fort belle, mais si quelqu'un y eut voulu trouver quelque défaut […], la reine Uralinde  faisait mettre ces critiques-là en prison ». Mais les Hurault vont perdre Cheverny : le fils de Cécile-Elisabeth, Louis de Clermont de Montglas (1645-1722), sans postérité, lègue à son cousin Jean-Baptiste-Louis de Clermont d'Amboise (1702-1761), marquis de Renel et de Cheverny, qui vendra le 22 juillet 1755 au comte d'Harcourt (Henri-Claude d'Harcourt, fils puîné du duc Henri : cf. Site officiel du Château de Cheverny, et).
Durant les soixante-dix années qui suivent, Cheverny change maintes fois de propriétaires et passe notamment entre les mains de Jean-Nicolas Dufort de Cheverny (1731-1802 ; introducteur des ambassadeurs, lieutenant-général en Blésois, propriétaire du château de Saint-Leu) en 1764 (il est alors fait comte Dufort de Cheverny) ; on y entreprend de grands travaux de rénovation en 1765. Toujours propriété dudit Jean-Nicolas Dufort de Cheverny pendant la Révolution française (il n'émigra pas), le château est épargné.
Après être passé par les mains des banquiers Germain, il fut racheté au début du premier Empire par Julien Guillot, ancien filateur au Portugal, qui le céda en viager à Anne-Victor Hurault, marquis de Vibraye en 1825 (un descendant de Denis Hurault de Saint-Denis, fils cadet de Raoul II ci-dessus), qui fit combler les douves au Sud et abattre des communs datant du XVIIIe siècle.
En 1922, le marquis de Vibraye, propriétaire des lieux, ouvre le château au public ; la famille y habite toujours et Cheverny est devenu l'un des châteaux de la Loire les plus visités, renommé pour ses intérieurs riches et sa collection d'objets d'art et de tapisseries.
Le château reçut la visite d'Elizabeth Bowes-Lyon, reine-mère d'Angleterre en 1963.
Depuis 2001, le château héberge une collection relative à Tintin dans les greniers à fourrage (dessins en trompe-l’œil extraits des bandes-dessinées) ainsi qu'un rallye automobile, au départ du Mans, sur le thème des voitures représentées dans les albums.
En 2014, le château accueille 300 000 visiteurs, dont 85 000 lors de l'« Exposition Tintin ».

## Architecture

### Extérieur

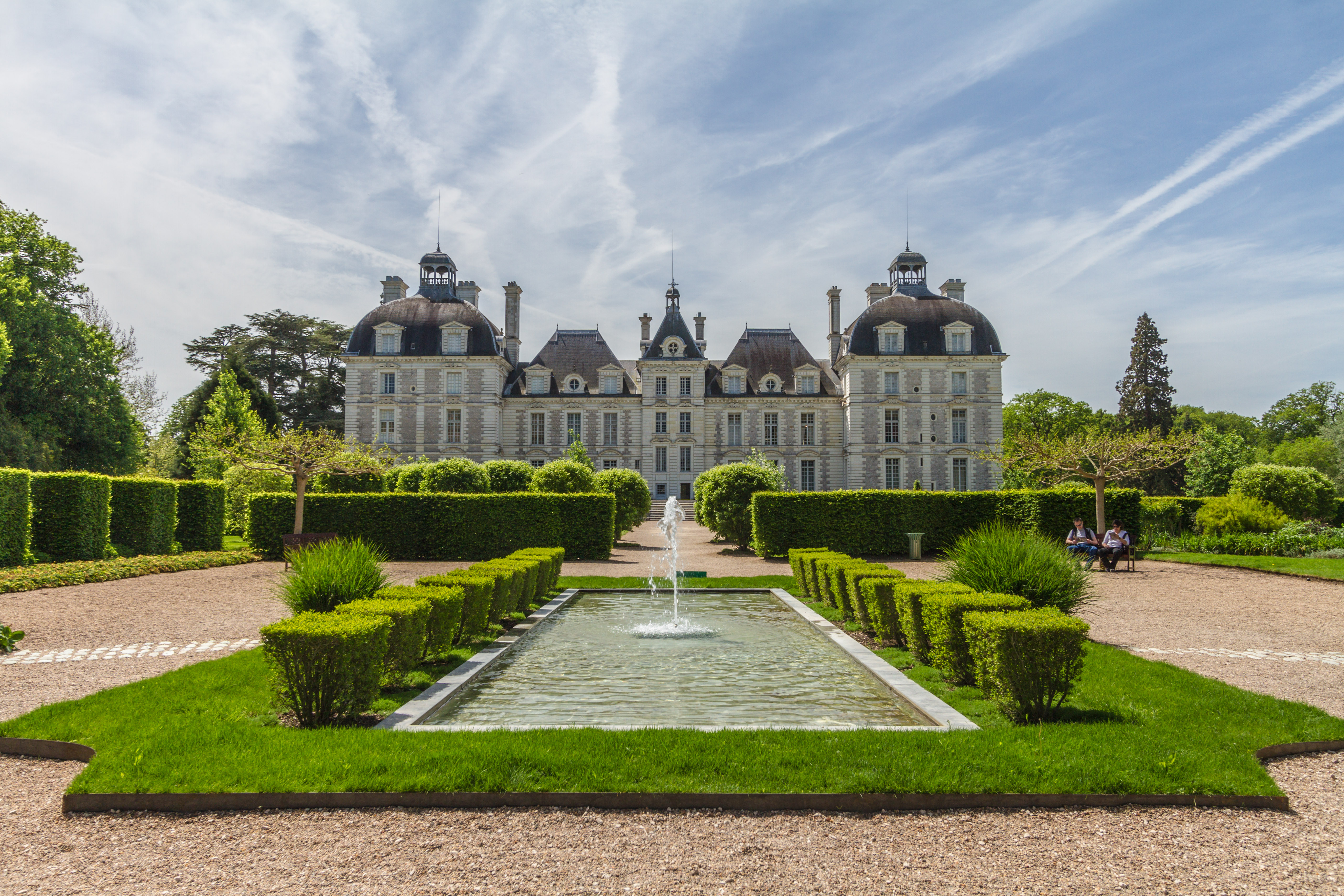
Le château de Cheverny (façade nord).

Contrairement à Blois, qui est une construction portant les strates de styles s'étendant sur quatre siècles d'architecture, Cheverny est construit dans un style classique homogène. Il est fait d'un matériau traité en appareil de bossages plats, strié de refends horizontaux, la « pierre de Bourré », un tuffeau originaire de ce village de Loir-et-Cher qui a la particularité de blanchir et durcir en vieillissant, ce qui explique la blancheur de sa façade sud. Celle-ci est ornée de bustes d'empereurs romains. Les toits des pavillons latéraux, sous forme de dômes carrés surmontés de campaniles ajourés, encadrent les hauts toits à la française du corps principal.
Le château est classé sur la liste des monuments historiques de 1840, et se fait déclasser le 9 juillet 1888. Quelques années plus tard, l'ensemble du château et de ses communs, à l'exception des parties classées, fait l'objet d'une inscription au titre des monuments historiques le 13 février 1926. Le parc, ainsi que l’ensemble des bâtiments s'y trouvant, fait l’objet d’une inscription au titre des monuments historiques depuis le 5 décembre 2008. Une partie du domaine fait l’objet d’un classement au titre des monuments historiques depuis le 30 juin 2010. Cette dernière protection concerne la totalité du château, les façades et toitures de l'orangerie, ainsi que la perspective nord-sud du parc.

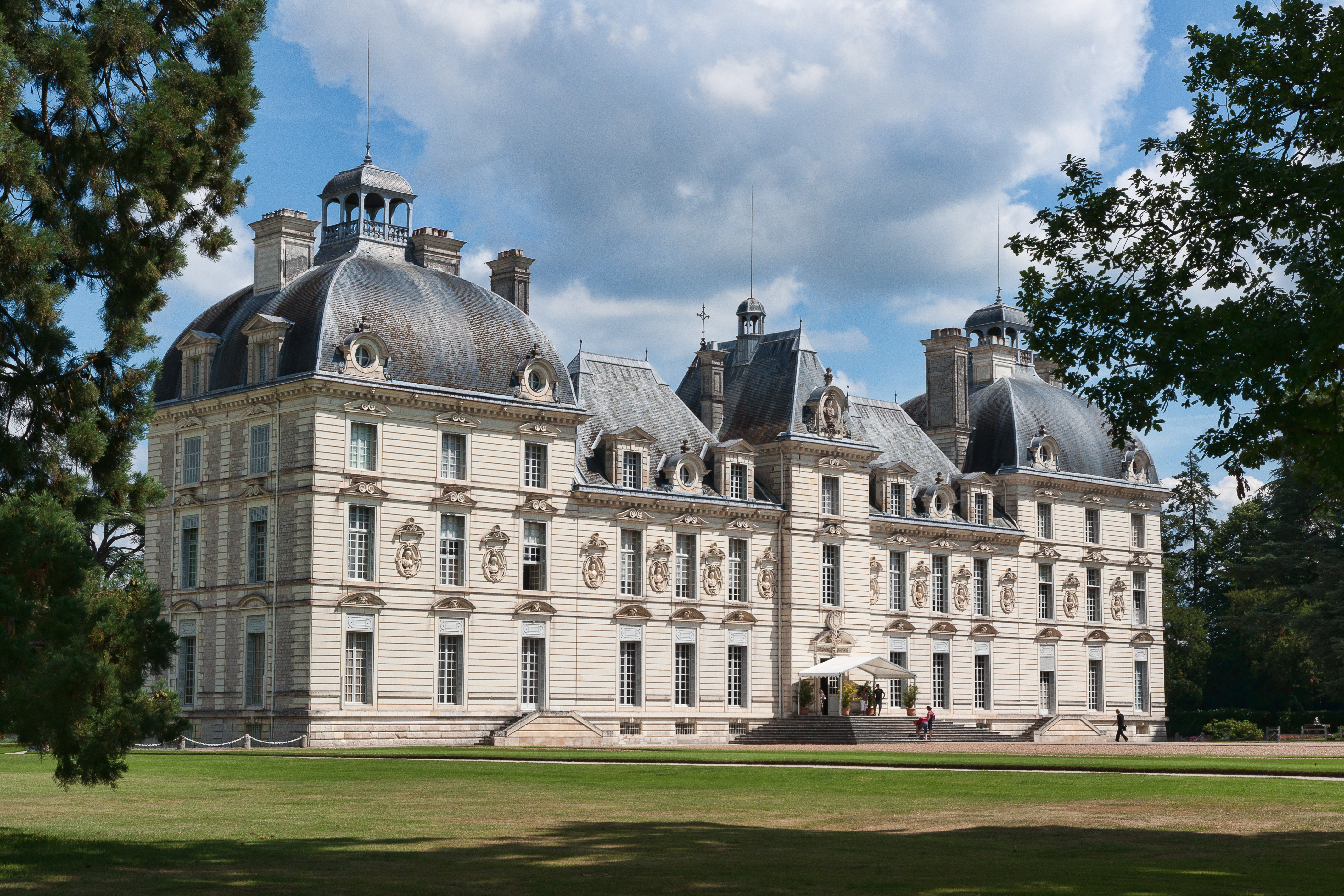
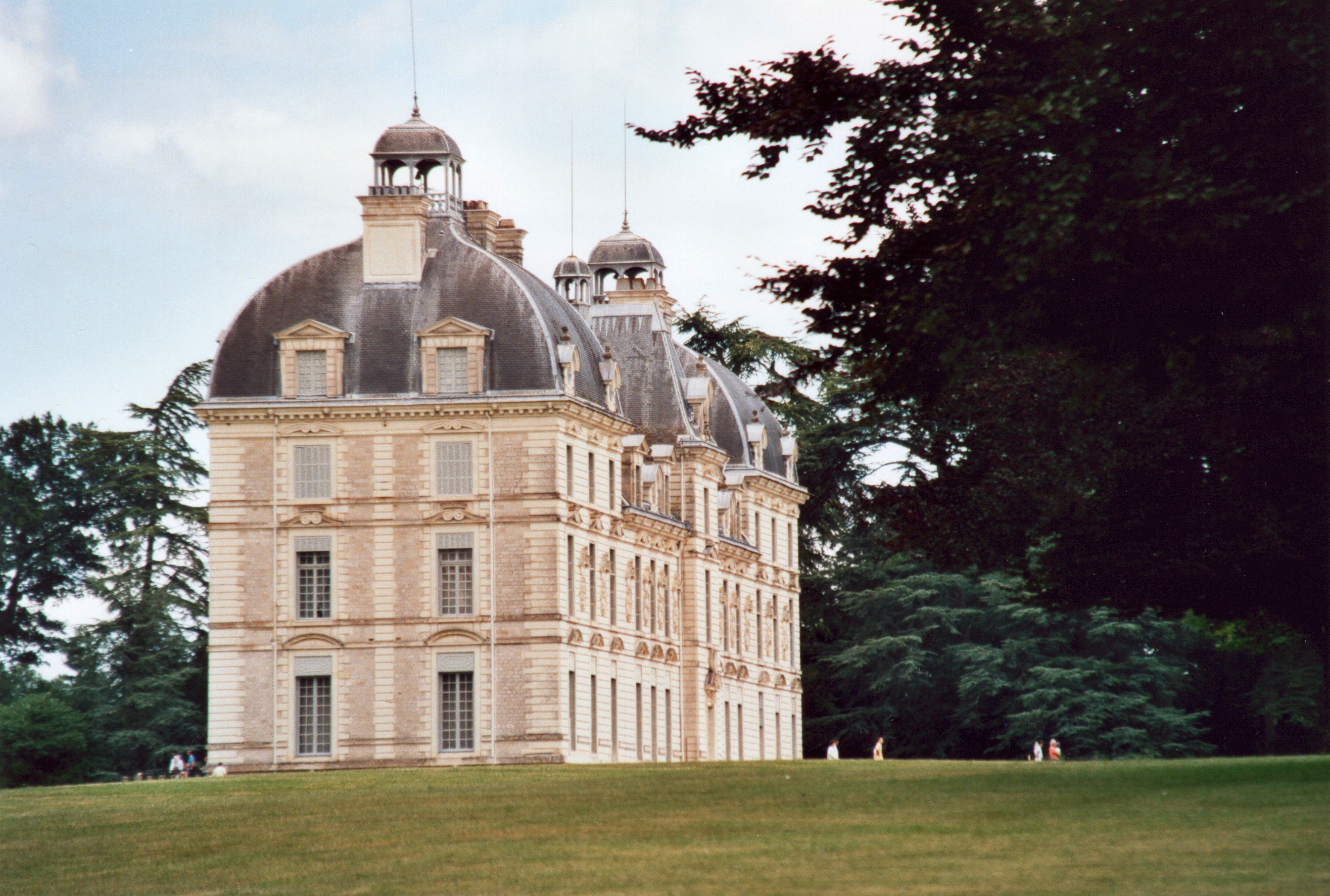
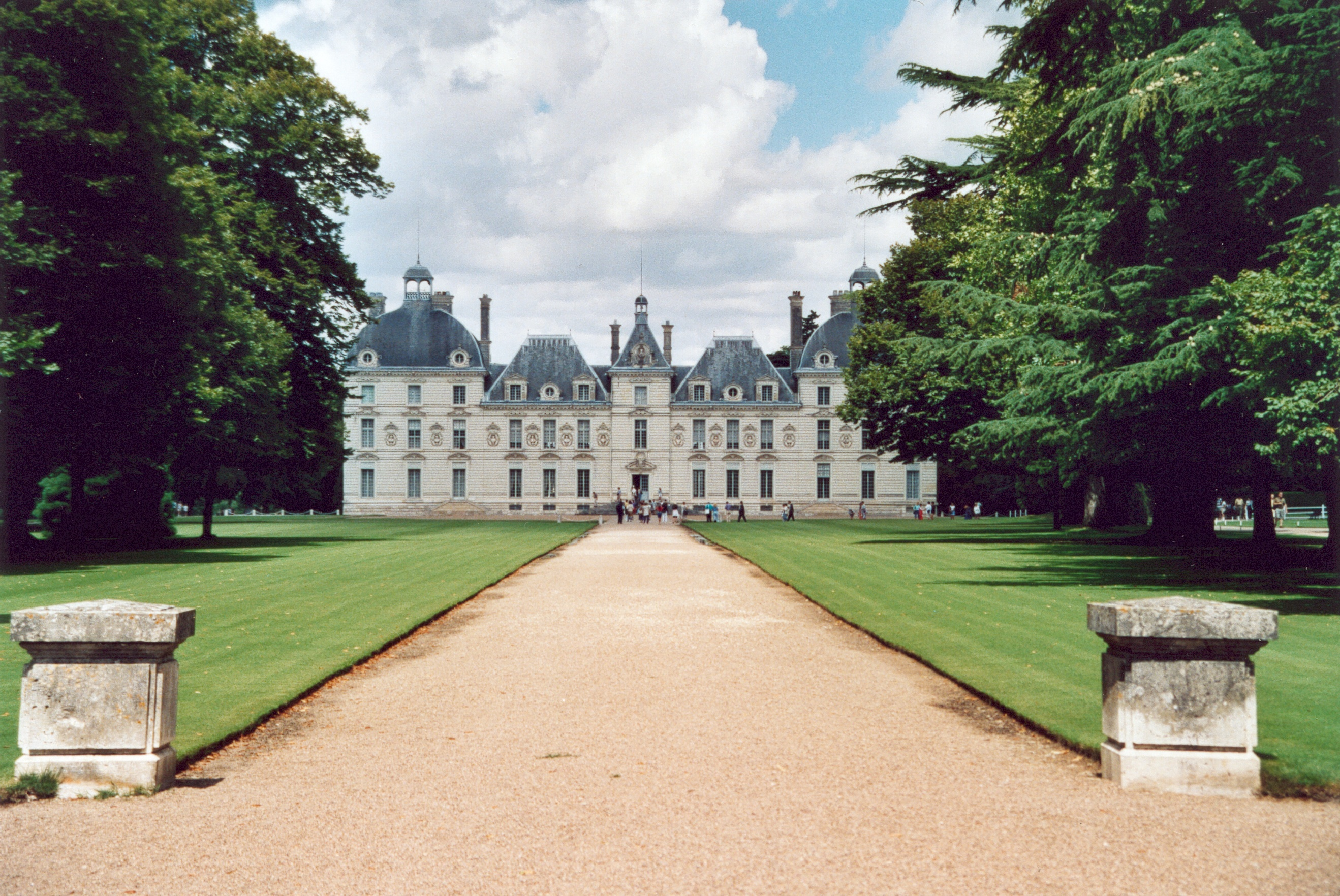
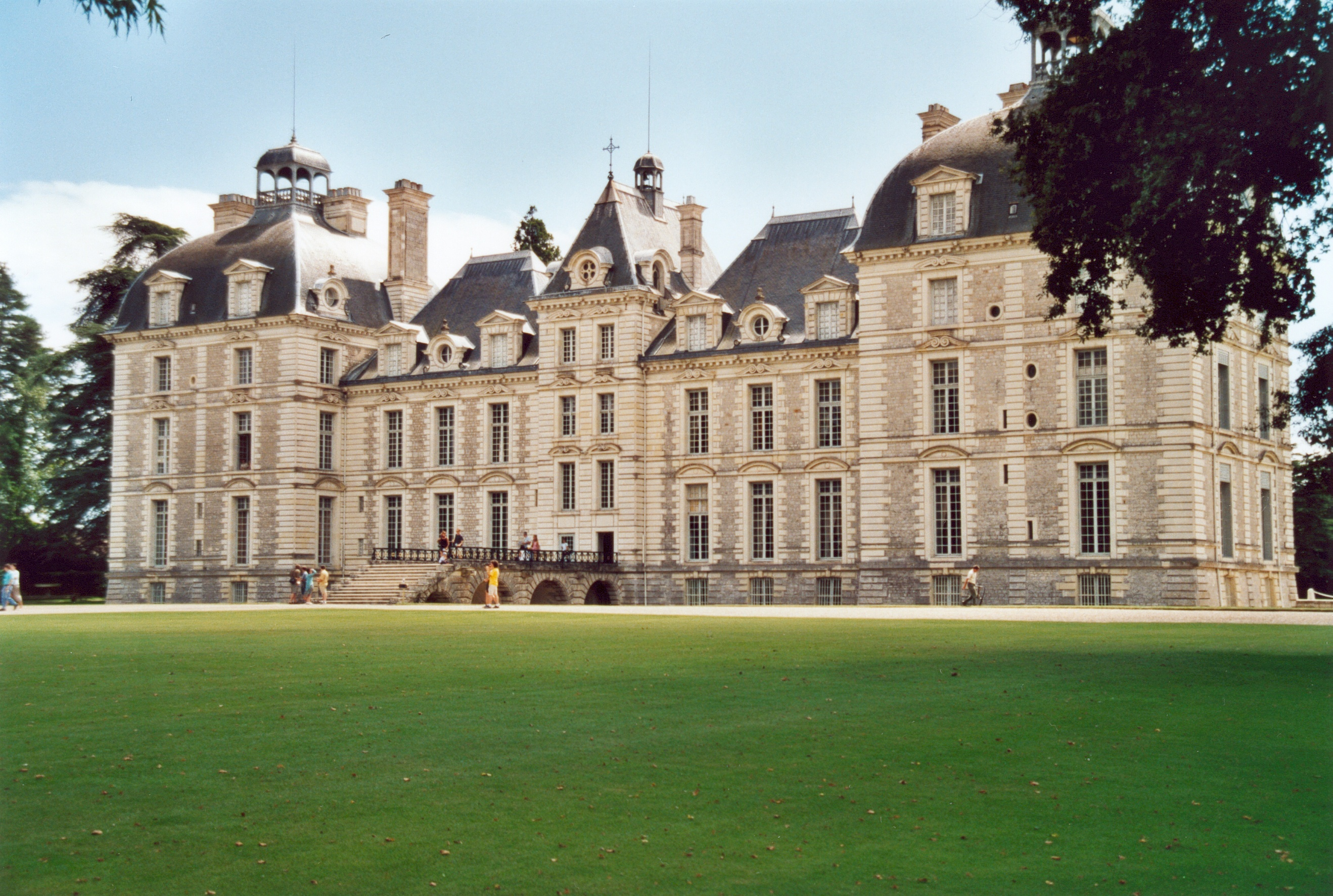

### Intérieur

#### Salle à manger

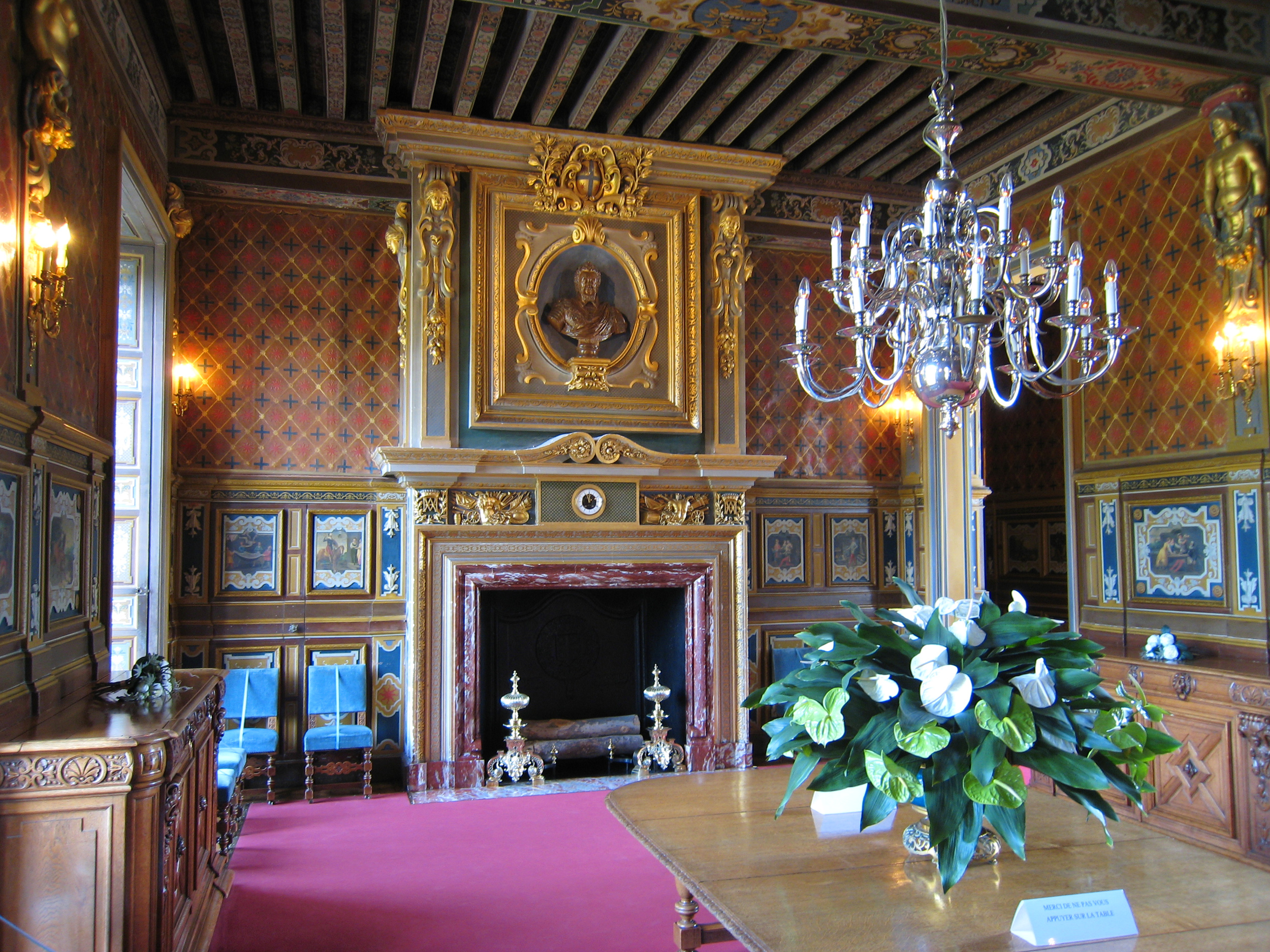
La salle à manger.

La salle est ornée de 34 panneaux de bois peints par Jean Mosnier, illustrant l'histoire de Don Quichotte.
Le mobilier se compose, notamment, d'un ensemble datant du XIXe siècle, en chêne massif, sculpté aux armes des Hurault de Cheverny, lesquelles se retrouvent sur les murs tendus de cuir de Cordoue. Les chaises se manœuvrent grâce à des roulettes en corne.
La cheminée monumentale, de style néo-Renaissance, dorée à l'or fin, est surmontée d'un buste du roi Henri IV. Les chenets datent du XVIIe siècle.
Au-dessus de la table en bois, pouvant accueillir plus de 25 convives, un lustre hollandais du XVIIIe siècle en bronze massif argenté (plus de 100 kg).
Une assiette ronde en faïence de Clermont-Ferrand à décors de lambrequins en camaïeu bleu (vers 1740) aux armes de "Hurault de Cheverny, marquis de Vibraye", est conservée au Musée de la Céramique de Sèvres (reproduction couleur par Solange de Plas dans Les faïences de Nevers et du Centre de la France, Ch. Massin, 1984, p. 70).

#### Escalier d'honneur

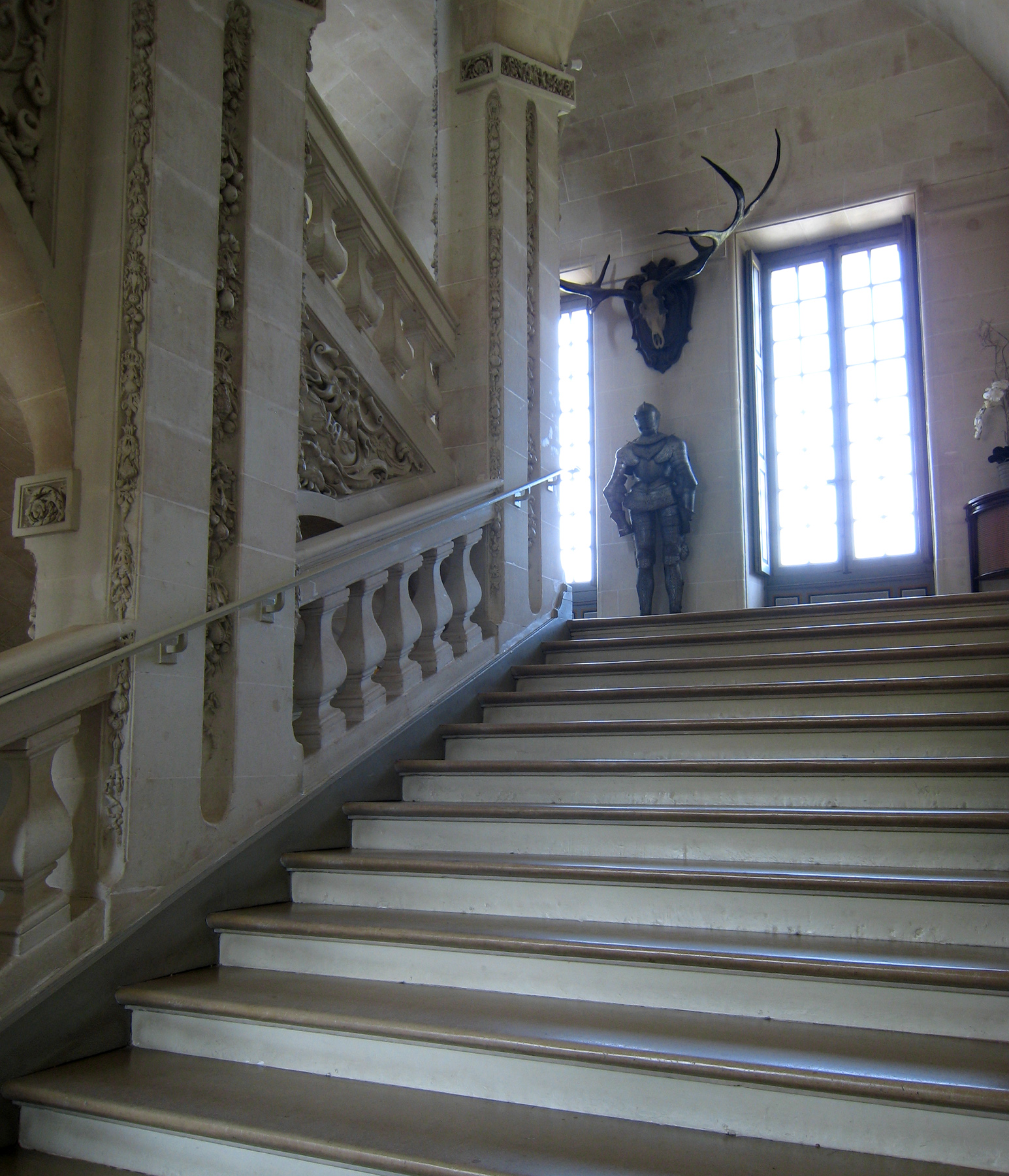
L'escalier d'honneur.

Un escalier de pierre de style classique s'élève sous une voûte en berceau, datant de Louis XIII, à montée droite (contrairement à ceux de Chambord ou de Blois qui sont à spirale), est orné de sculptures champêtres (guirlandes, fruits), mêlées de motifs guerriers et de symboles des arts, sculptés directement dans la pierre. Il conduit aux appartements.
Sur le palier, sont visibles une armure savoyarde de parade, du XVIe siècle, et un bois préhistorique de plus de 6 000 ans (issu d'un cervus megaceros, ancêtre de l'élan), trouvé dans les glaces de Sibérie il y a 200 ans, cadeau offert au collectionneur Paul, marquis de la Vibraye, au XIXe siècle.

#### Grand salon

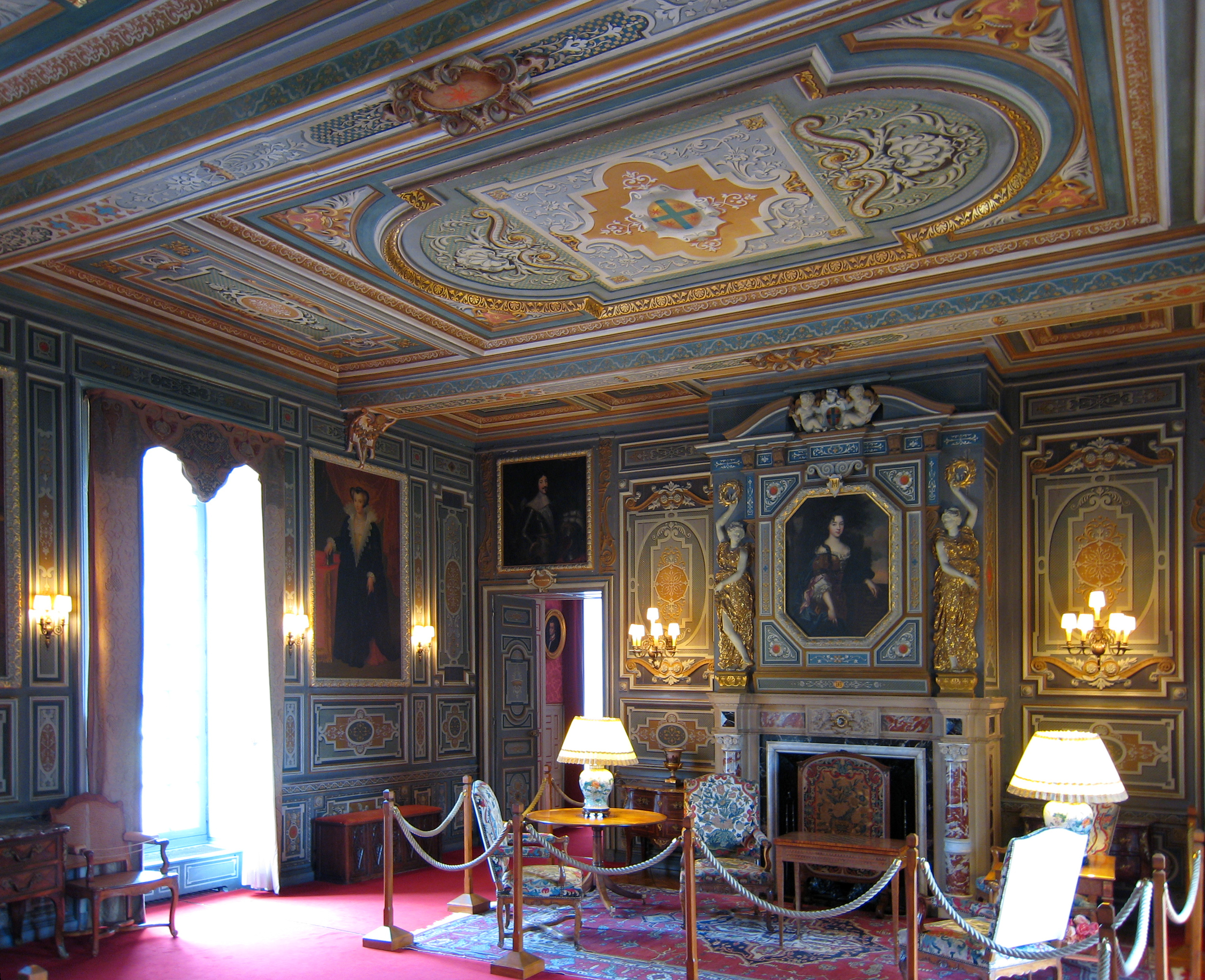
Le grand salon.

Le Grand salon du rez-de-chaussée est décoré sur les vœux de la marquise de Montglas.
Le plafond est restauré au XIXe siècle. On peut admirer plusieurs portraits, dont deux de part et d'autre de la glace : Jeanne d'Aragon, de l'atelier de Raphaël, et Cosme de Médicis, attribué au Titien. On y voit également le portrait de Philippe Hurault de Cheverny, et celui de son épouse Anne de Thou, ainsi que celui de Marie-Johanne de La Carre Saumery, comtesse de Cheverny, par Pierre Mignard, au-dessus de la cheminée.
Au-dessus des portes, les portraits de Louis XIII (à gauche) et de Anne-Marie-Louise d'Orléans, dite « la Grande Mademoiselle » (à droite), et de l'autre côté, à gauche, Gaston d'Orléans et, à droite, Anne d'Autriche.
Le mobilier se compose, entre autres, d'une table de style Louis XVI, réalisée par Stockel, et d'un ensemble de commodes, de fauteuils et de canapés des XVIIe et XVIIIe siècles, recouverts de tapisseries d'Aubusson.

#### Vestibule

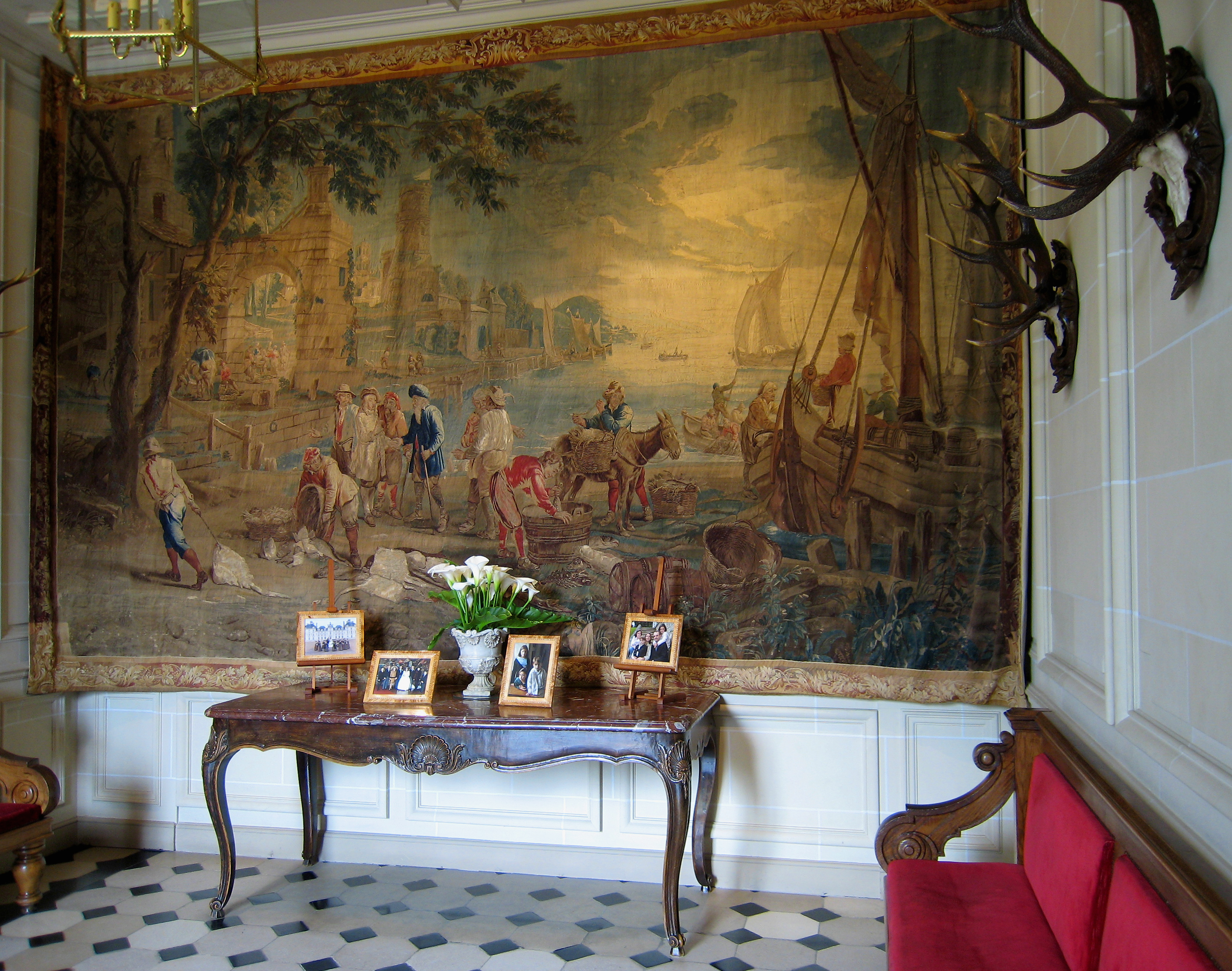
Le vestibule.

Le vestibule est meublé de bancs tendus de rouge et d'une table à gibier, de style Louis XV, au-dessus de laquelle est accrochée une tapisserie des Flandres représentant le Retour des pêcheurs, d'après les cartons de David Teniers.
Les murs sont ornés de bois de cerfs.

#### Galerie
Une galerie mène au Petit salon et à la bibliothèque.
Elle conserve une collection de portraits dont : au bout de la galerie, au-dessus de la porte, Philippe Hurault, son épouse Anne de Thou, et son frère Jacques Hurault, par Jean Clouet ; au mur, à gauche entre les fenêtres, Jeanne d'Albret, par Oniate, et sur la droite, quatre toiles réalisées par Rigaud : un autoportrait, un portrait de Monsieur Darlus, un portrait de Monsieur Delaporte et un portrait de l'abbé de Rancé, autour d'un portrait en pied du roi Louis XVI.
On peut également observer un document signé George Washington, évoquant un des ancêtres des propriétaires actuels, ayant combattu lors de la Guerre d'indépendance des États-Unis.
Le mobilier se compose, notamment, d'une petite commode signée Riesener, sur laquelle est présentée une statue équestre du général Washington, en bronze.

#### Petit salon

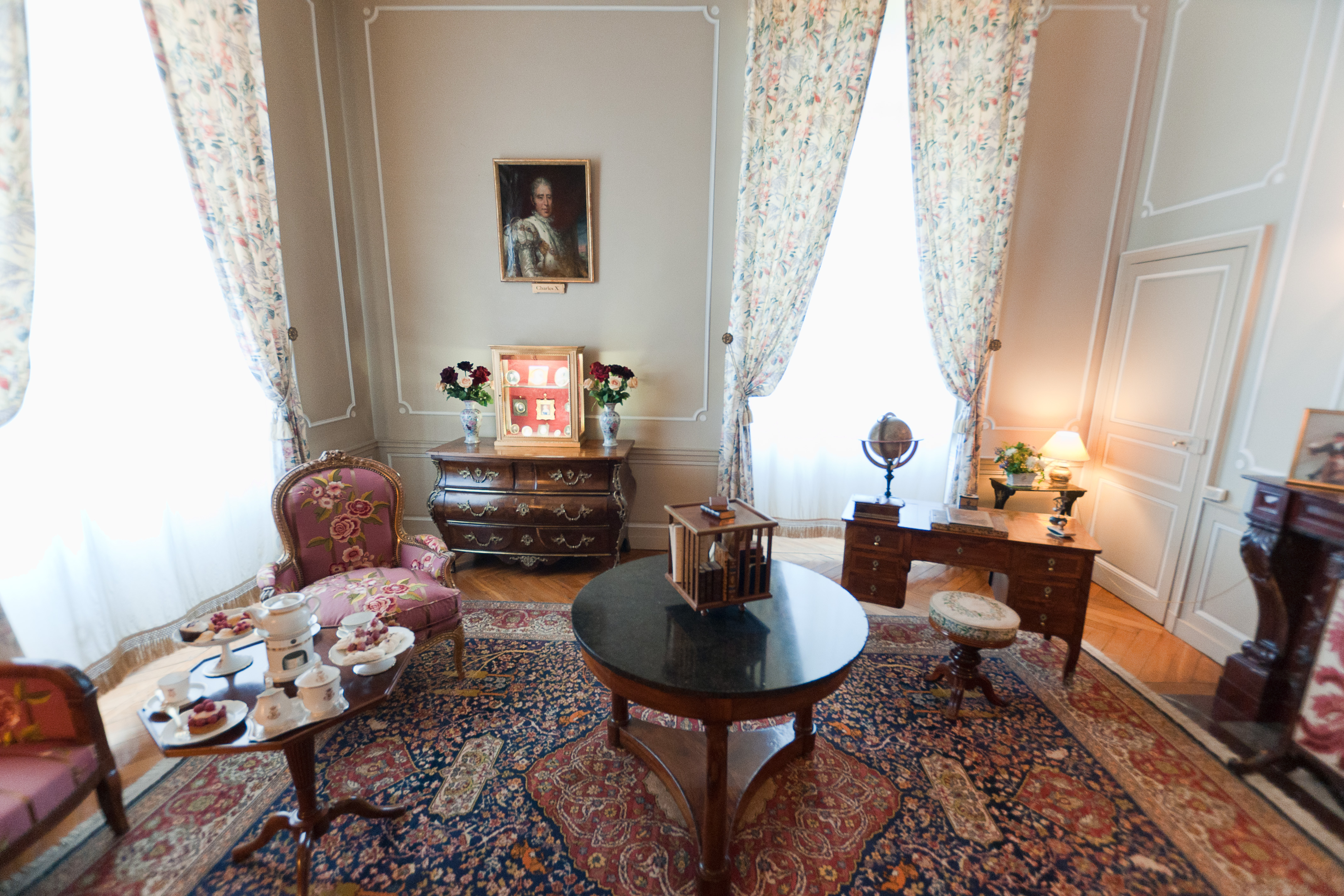
Le petit salon.

Dans le Petit salon, cinq tapisseries des Flandres sont visibles, attribuées à Teniers, ainsi qu'un portrait attribué à Quentin de La Tour.
Le mobilier se compose d'un ensemble de style Empire signé Jacob et d'une commode Louis XV estampillée Schlichtig.

#### Bibliothèque

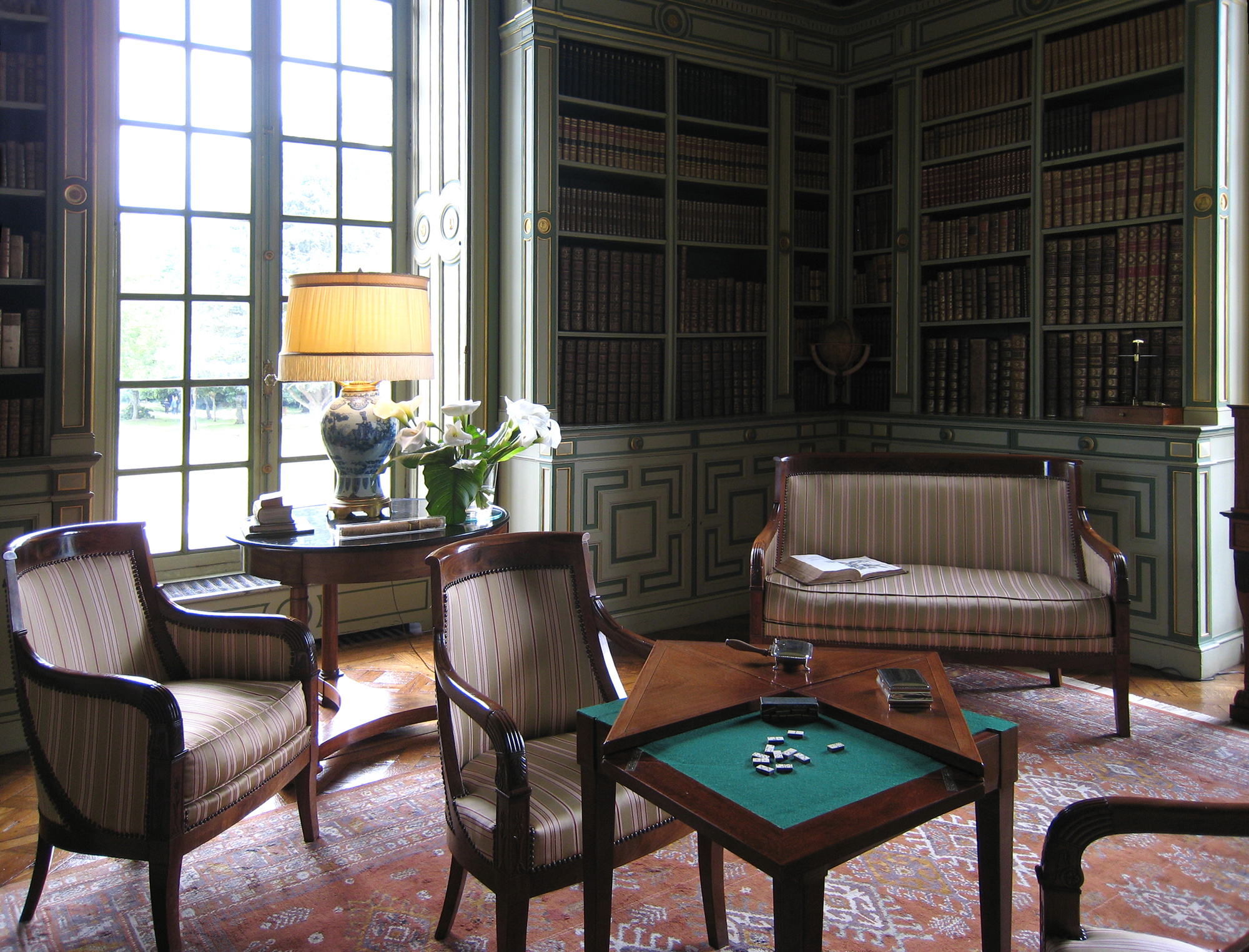
La bibliothèque.

La bibliothèque du château de Cheverny, aux murs lambrissés, conserve plus de 2 000 ouvrages, dont des collections complètes.

#### Salon des tapisseries
Le salon doit son nom aux tapisseries qui le décorent : cinq tapisseries flamandes du XVIIe siècle, d'après les cartons du peintre flamand David Teniers Le Jeune.
Le salon des tapisseries est, notamment, meublé de fauteuils d'époque Régence, d'une commode de style Boulle et d'époque Louis XIV en marqueterie d'écaille de tortue rouge, laiton et bois, réalisée par Nicolas Sageot, d'un régulateur d'époque Louis XV, orné de bronzes ciselés réalisés par Caffieri, et d'une horloge dite "aux trois mystères".

#### Salle d'armes

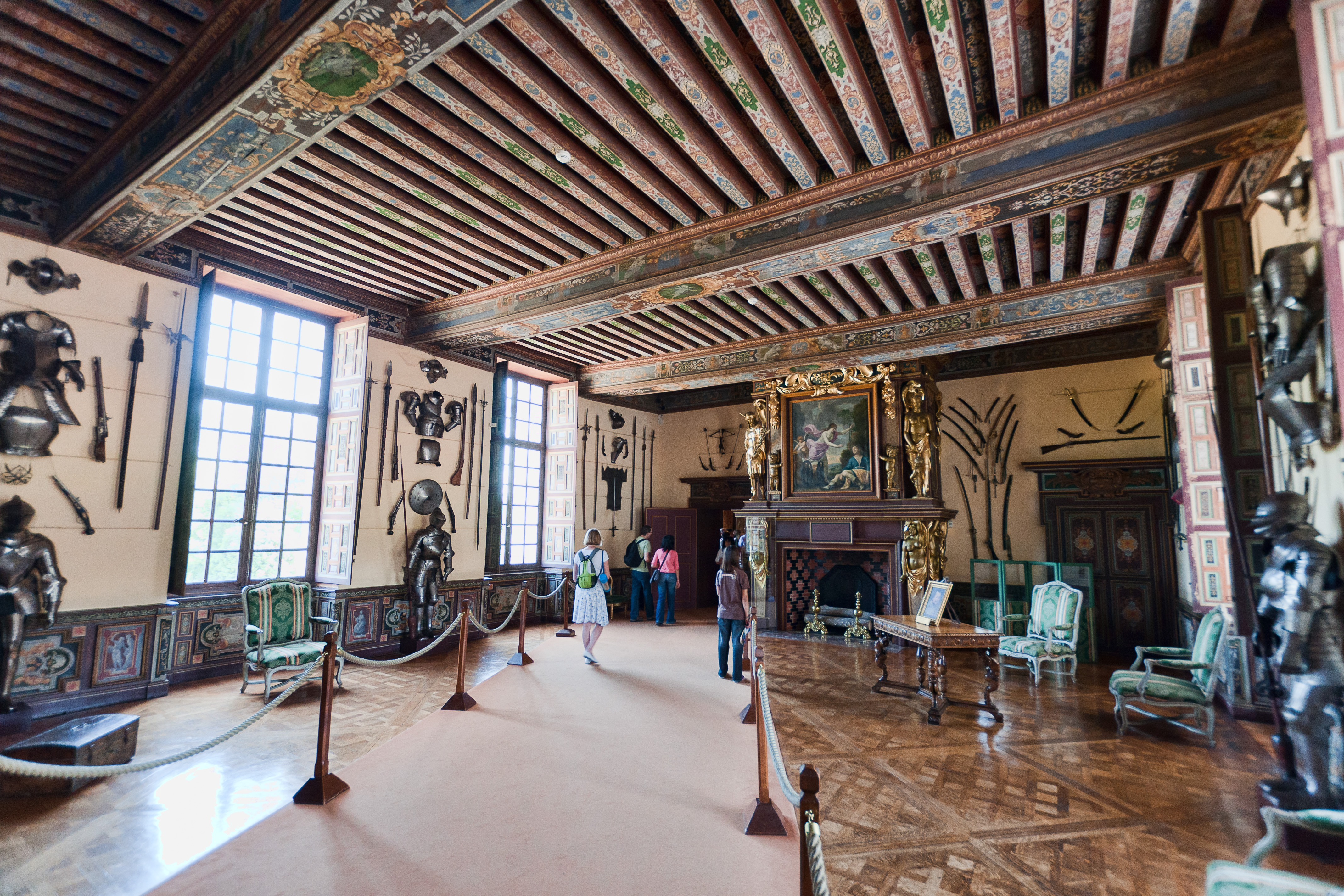
La salle d'armes.

Plus grande pièce du château, la salle d'armes, décorée par Jean Mosnier, expose une collection d'armes et d'armures des XVe, XVIe et XVIIe siècles, dont une petite armure ayant appartenu au duc de Bordeaux et comte de Chambord, ayant été offerte par celui-ci au marquis de Vibraye.
La cheminée est de style Renaissance, peinte et restaurée à la feuille d'or. Au-dessus on peut voir une toile de Jean Mosnier, supportée par deux amours : La Mort d'Adonis.
La salle est ornée d'une tapisserie des Gobelins du XVIIe siècle représentant L'Enlèvement de la belle Hélène par Pâris.
Le mobilier se compose, notamment, d'un ensemble de fauteuils Régence, signés Boulard, et de coffres de voyages du XVIIe siècle, dont une malle recouverte de cuir de Cordoue, frappée aux armes de France et de Navarre et ayant appartenu à Henri IV.

#### Chambre du Roi

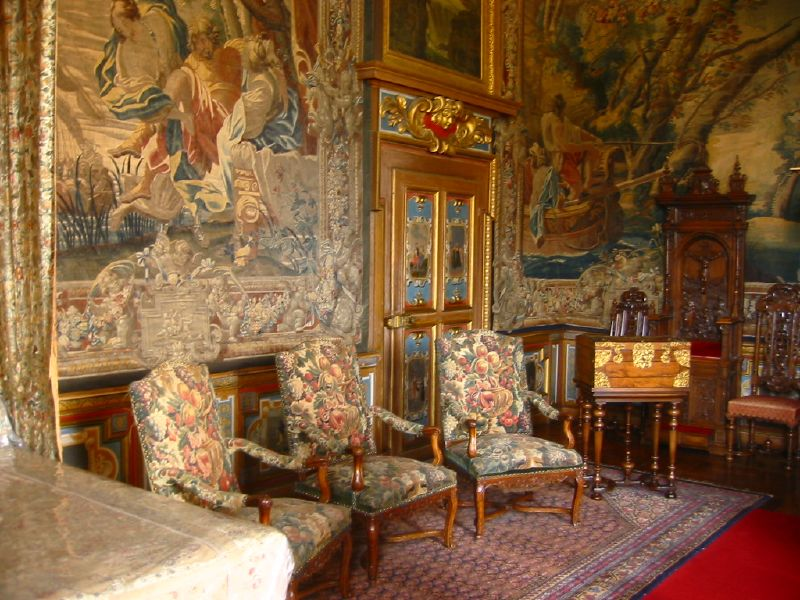
La chambre du roi.

La Chambre du Roi est la plus richement décorée avec huit tapisseries réalisées vers 1640 (six dans la chambre, deux sur le palier), d'après des cartons de Simon Vouet, représentant les travaux d'Ulysse ; celles-ci proviennent de la manufacture de Paris qui est antérieure à celle des Gobelins.
Le plafond à caissons à l'italienne est lambrissé avec des peintures à thème mythologique (histoire de Persée et Andromède, 30 scènes d'histoire de Théagène et Chariclée sur les lambris) réalisées par Jean Mosnier.
La chambre est meublée d'un lit à baldaquin du XVe siècle, de 2 mètres de long sur 1,60 mètre de large, recouvert de broderies persanes du XVIe siècle.
Aucun roi de France n'y a jamais dormi mais le lit servit à Henri IV lors d'un passage dans l'ancien château.
Le reste du mobilier se compose d'un prie-Dieu datant de Henri III, de deux chaises d'époque Louis XIII, et d'un ensemble de fauteuils Louis XIV recouverts de tapisseries d'Aubusson.

## Le parc

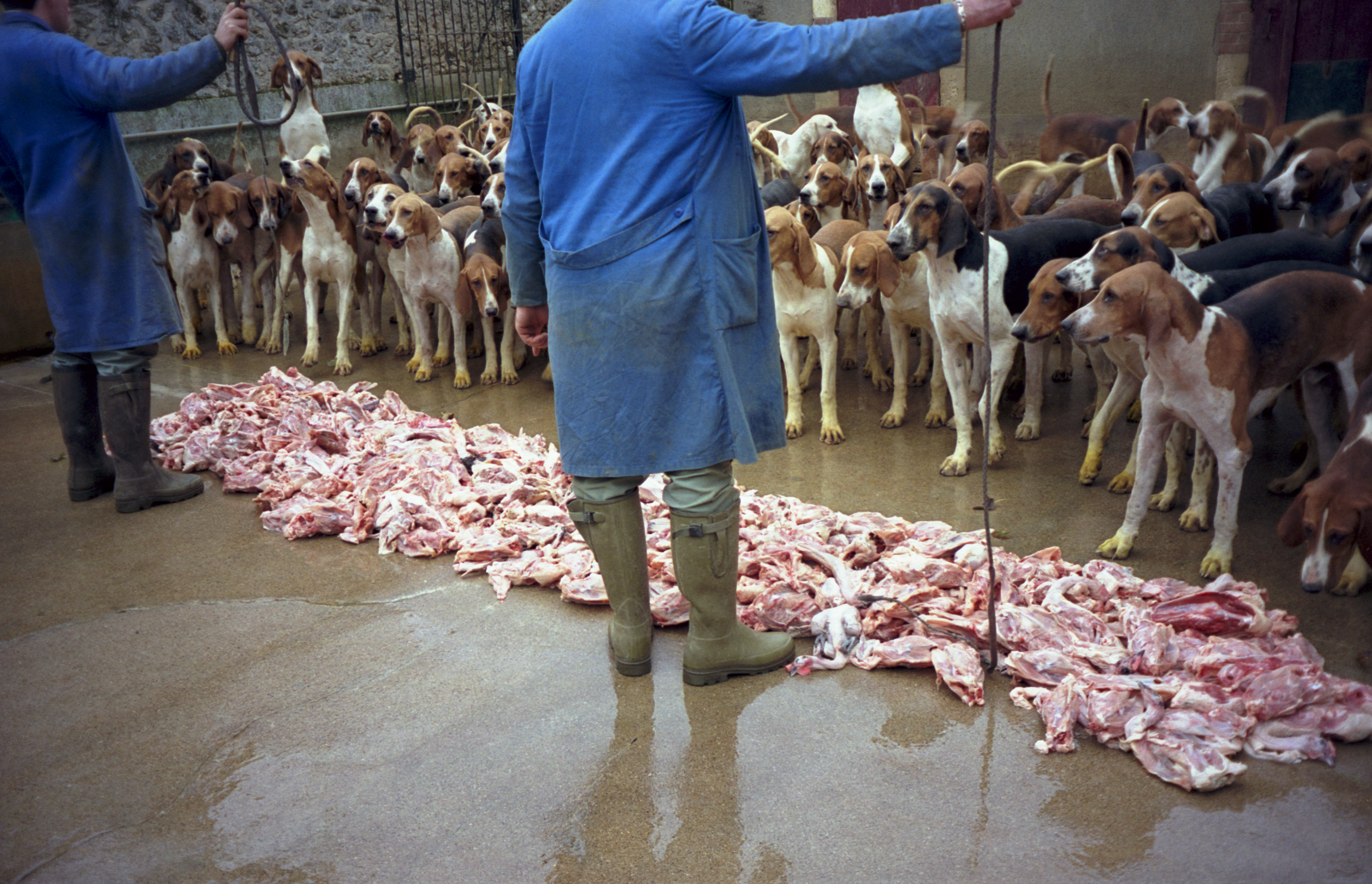
Les chiens de chasse de Cheverny.

Dans le parc de près de 100 hectares qui entoure le château, un jardin à la française est reconstitué. L'allée principale, face au château est longue de près de six kilomètres. On trouve également un cours d'eau, et un jardin anglais, planté de tilleuls, de séquoia giganteum et de plusieurs variétés de cèdres, ainsi qu'un potager.
Dans les communs, les vestiges du vieux château de Raoul Hurault sont visibles dans la partie Renaissance. La fuye, colombier traditionnel du IXe siècle, est remaniée au XVIe siècle. Elle est aujourd'hui transformée en château d'eau.
La salle des trophées présente 2 000 bois de cerfs, une cheminée monumentale et un vitrail contemporain, réalisé par le maître Jacques Loire, de l'atelier de Chartres, représentant un départ de chasse. La salle est également ornée d'un ensemble de 10 tableaux évoquant les différentes phases de la chasse à courre.
Le chenil, tout proche, est occupé par une meute d'une centaine de chiens de races, Français blanc et noir et Anglo-français, destinés à la vénerie. Le repas qui leur est servi chaque jour, la « soupe », donne lieu à un véritable « spectacle », où le piqueur fait une démonstration de son autorité sur les bêtes.
L'orangerie date du XVIIIe siècle. Elle reçoit, pendant la Deuxième Guerre mondiale, une partie du mobilier national. Restaurée et aménagée en 1979, elle accueille aujourd'hui congrès, séminaires, et mariages.

## Le château de Moulinsart
Le château de Cheverny sert de modèle à Hergé qui l'ampute des imposants pavillons latéraux, pour créer le château de Moulinsart, une demeure bâtie pour un ancêtre du Capitaine Haddock. Mais Hergé ne s'est pas seulement inspiré de l'architecture extérieure du château, il s'inspire du décor et du mobilier pour y retranscrire les pièces de Moulinsart.
Le château de Moulinsart fait sa première apparition dans Le Secret de La Licorne. Il est racheté par le professeur Tournesol, enrichi par la vente du brevet de son fameux sous-marin requin, construit pour le capitaine Haddock, utilisé dans Le Trésor de Rackham le Rouge. Depuis, le château de Moulinsart est devenu le port d'attache de Tintin et de ses compagnons de route.
Un bâtiment, jouxtant le chenil, abrite une exposition permanente sur l'œuvre d'Hergé, en relation avec le château de Moulinsart. Il s'agit essentiellement de décors reconstitués de l'intérieur du monument avec des animations sonores et des maquettes.
Outre celui de Moulinsart, le château de Cheverny a directement inspiré un autre château de fiction : celui de la famille Volban dans la série d'animation japonaise Glass Fleet.

## Fréquentation
Le château de Cheverny est le 2e château de la Loire privé le plus fréquenté (après le château de Chenonceau).
| Année | Visiteurs | Année | Visiteurs |
| ----- | --------- | ----- | --------- |
| 2011  | 340 000   | 2014  | 335 960   |
| 2012  | 335 000   | 2015  | 337 640   |
| 2013  | 331 650   | 2016  | 349 200   |